# Lockheed P-2 Neptune
Lockheed P-2 Neptune (do září 1962 značený P2V) byl námořní hlídkový a protiponorkový letoun. Byl vyvinut společností Lockheed pro námořnictvo USA, aby nahradil letouny Lockheed PV-1 Ventura a PV-2 Harpoon. Letoun byl později nahrazen letounem Lockheed P-3 Orion. Byl navržen pro působení z pozemních základen, a proto, i když to byl námořní letoun, nikdy nepřistál na letadlové lodi. Avšak malý počet těchto strojů byl upraven pro start z letadlové lodi, přistát však musel na pozemní základně. Letoun byl úspěšně vyvážen i do jiných zemí a sloužil v několika armádách po celém světě.

## Vývoj

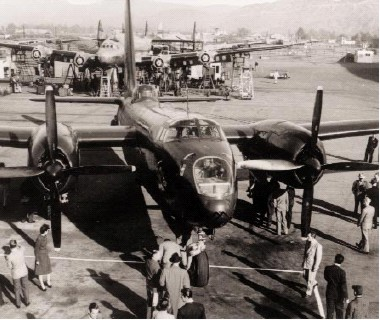
Prototyp XP2V-1 v roce 1945

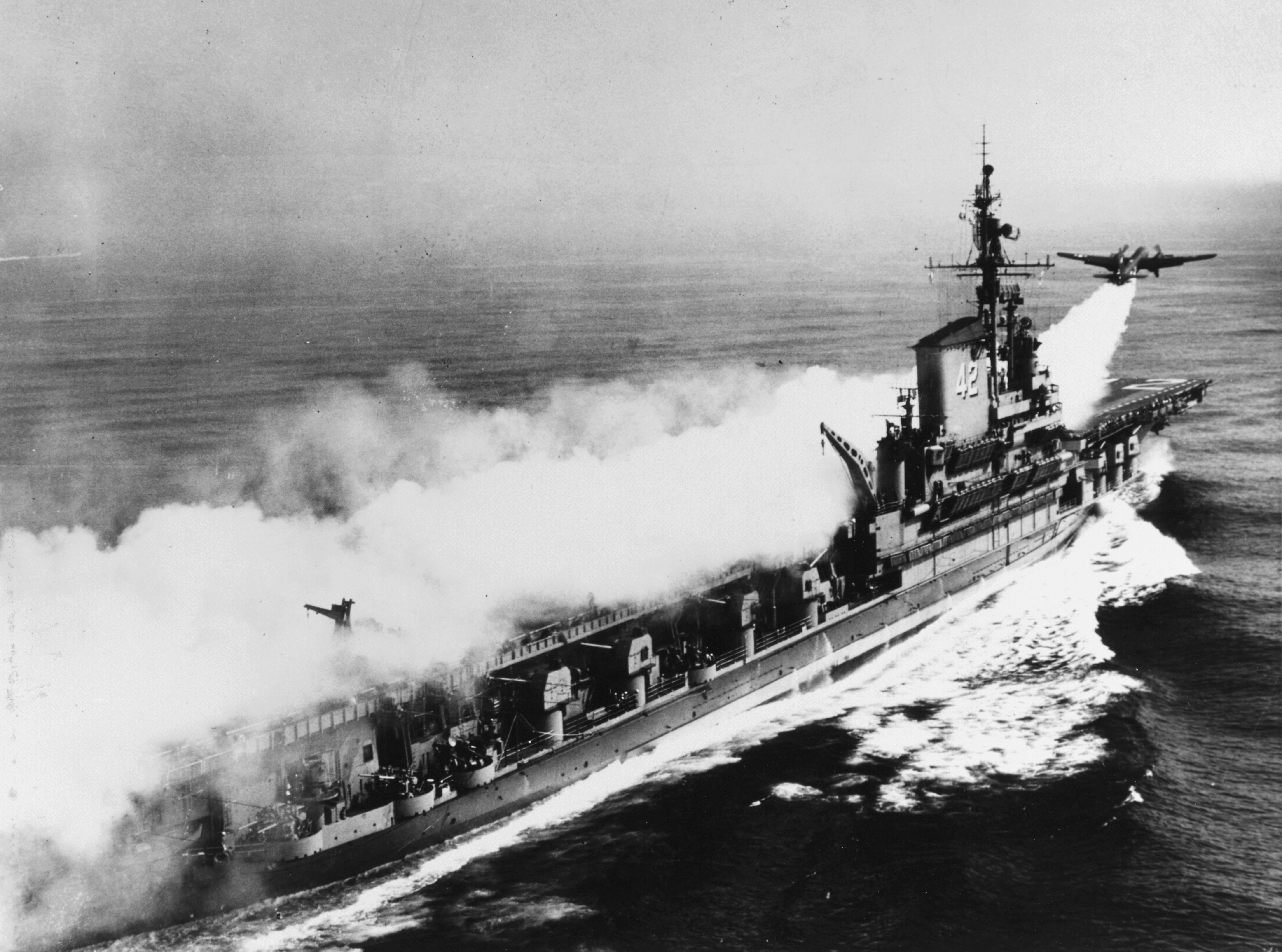
P2V startuje z letadlové lodi USS Franklin D. Roosevelt (CVA 42) v roce 1951

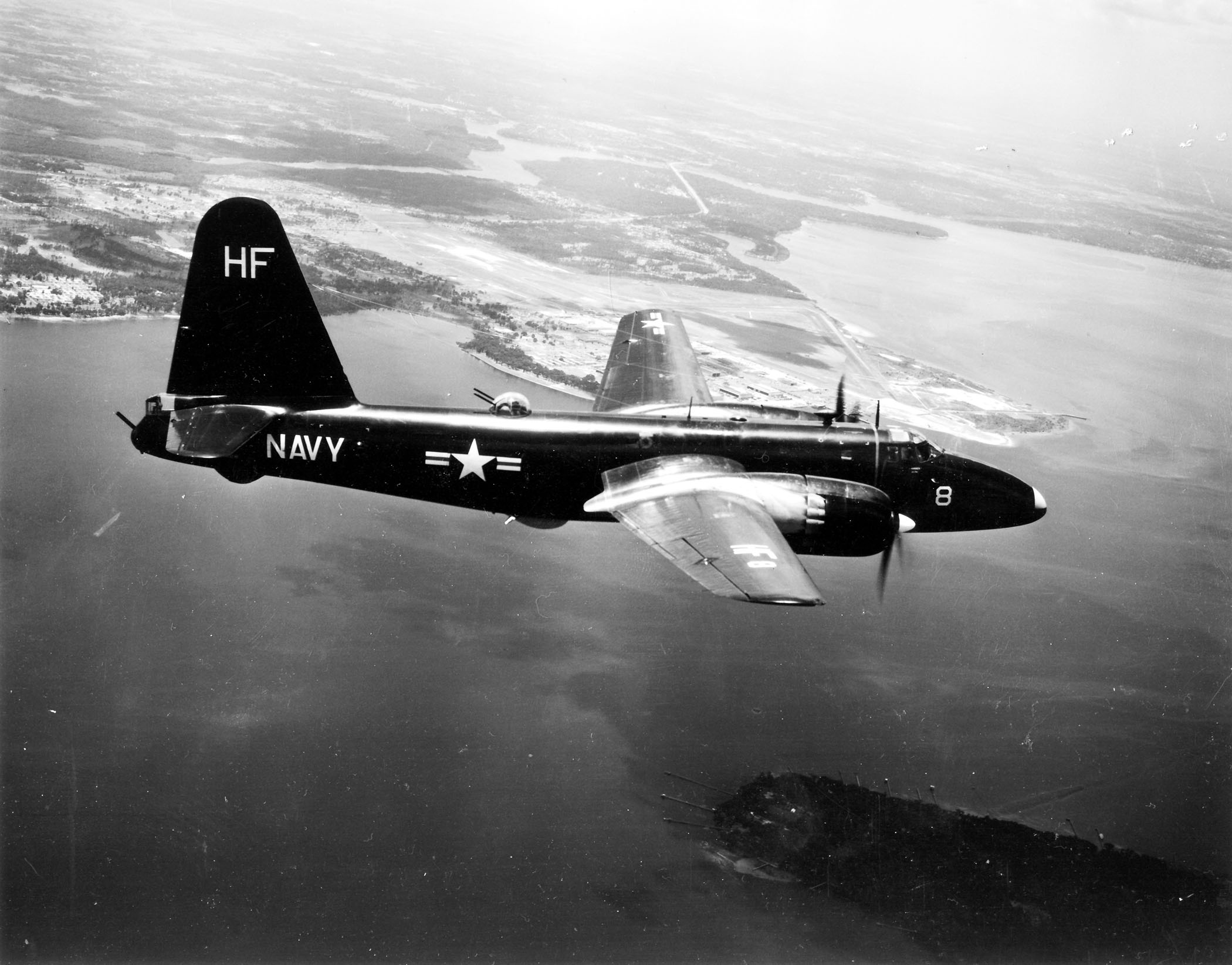
P2V-2 letky VP-18 nad námořní leteckou základnou Jacksonville, 1953

Společnost Lockheed získala během 2. světové války velké zkušenosti s výrobou námořních hlídkových letounů. Jednalo se o letouny Lockheed Hudson, PV-1 Ventura a PV-2 Harpoon. Přesto společnost Lockheed uvažovala o mnohem lepším letounu, zkonstruovaným speciálně pro námořní hlídkovou službu.
Vývoj letounu započal již v úvodu 2. světové války v roce 1941 studiemi V-135 a V-146, ale v porovnání s jinými letouny té doby vývoji mu nebyla přikládána taková důležitost. Teprve v roce 1944 se program naplno rozběhl, poté, co 4. února 1944 zadalo námořnictvo společnosti Lockheed objednávku na výrobu dvou prototypů XP2V-1. První prototyp vzlétl 17. května 1945. Již první testy prokázaly výbornou ovladatelnost a vynikající výkony nového letounu. Důležitým faktorem při jeho návrhu byla jednoduchost výroby a údržby, to bylo jednou z příčin vysoké životnosti a celosvětového rozšíření letounu. Například výměna motoru trvala jen 30 minut. Výroba začala v roce 1946 a letoun byl zařazen do výzbroje v roce 1947. Letoun byl vyráběn společností Lockheed v sedmi základních verzích a jedna licenční verze byly vyráběna v Japonsku společností Kawasaki.
Neptune byl jedním z prvních letounů, které byly v některých verzích vybaveny jak pístovými tak proudovými motory. K dalším takovým letounům patřily například Convair B-36, Boeing C-97 Stratofreighter, Fairchild C-123 Provider, a Avro Shackleton.

## Popis
Lockheed P-2 (P2V) Neptune byl klasický středoplošník s jednoduchou směrovkou. První výrobní verze P2V-1, byla v zásadě stejná jako dva vyrobené prototypy letounu. Letoun byl poháněn dvojicí hvězdicových pístových motorů Wright Cyclone R-3359-8 s výkonem 1 715 kW, které poháněly čtyřlisté vrtule. Ty letounu umožňovaly letět max. rychlostí 485 km/h a dolet až 6 650 km. Letoun byl vybaven tříkolovým podvozkem s nárazníkem na ocase letounu pro jeho ochranu při prudkém vzletu.
Obranná výzbroj sestávala ze šesti kulometů 12,7 mm umístěných po dvou v přídi letounu, ve hřbetní a zadní věži. Pro útok letoun disponoval 4 000 librami (1 800 kg) bomb, hlubinných pum a torpéd, které mohly být umístěny v rozměrné pumovnici nebo pod křídly. Vyhledávací radar byl umístěn pod krytem na břichu letounu mezi jeho nosem a pumovnicí.
Posádku tvořilo 8 osob. Jejich počet se ale měnil podle výrobní verze letounu a prováděné mise. Na svou dobu měl letoun poměrně pohodlné uspořádání interiéru, což snižovalo únavu posádek při dlouhých námořních hlídkách.
Křídla umožňovala letounu udržet se po nějaký čas na hladině v případě, že letoun musel nouzově přistát na hladině moře.

Odlišnosti jednotlivých výrobních variant jsou uvedeny v popisu jednotlivých verzí letounu.

## Operační nasazení
Před zavedením letounů P-3 Orion v polovině 60. let byl tvořil Neptune páteř protiponorkové obrany USA. Letoun operoval z pozemních základen, z nichž vzlétal k dlouhým hlídkovým letům. K úspěšnému splnění těchto úkolů byl vybaven nejrůznějším zařízením. Mezi ně patřilo:
- Možnost shazovat a následně sledovat nejrůznější sonarové bóje.
- Ačkoliv některé verze nesly v přídi letounu výzbroj, většina měla prosklenou příď se sedadlem pro pozorovatele.
- Detektor magnetických anomálií, který byl umístěn v prodloužené zádi letounu s papírovým výstupem dat.
- Vyhledávací radar umístěný na břiše letounu pod rozměrným krytem dokázal zaměřit i schnorchel ponořené ponorky na značnou vzdálenost.

V 60. letech začaly být letouny P-2 postupně nahrazovány letouny P-3 Orion v aktivní prvoliniové službě v rámci US Navy. P-2 však pokračovaly ve službě u záložních letek až do začátku 70. let, a to obzvlášť ve variantě SP-2H. Jak přicházely do aktivní služby novější verze letounu P-3, ty starší verze postupně nahradily letouny P-2 i u záložních letek. Kariéra těchto letounů skončila u amerického námořnictva v 70. letech 20. století.

### Válka ve Vietnamu
Během války ve Vietnamu byly Neptuny používány americkým námořnictvem jako bitevní letoun, pro pozemní průzkum, jako nosič senzorů a ve své tradiční roli – jako námořní hlídkový letoun. Neptune byl rovněž přizpůsoben americkou armádou (1st Radio Research Company, volací znak "Crazy Cat," umístěná v Cam Ranh Bay) k provádění elektronických špionážních akcí. Pozorovací letka VO-67, volací znak "Lindy", byla jedinou jednotkou vybavenou letouny P-2 Neptune, která byla vyznamenána prezidentem USA. Letka VO-67 ztratila 3 letouny a 20 členů posádek během přísně tajných akcí v Laosu a Vietnamu v letech 1967–8. Přísně tajné operace prováděla i 34. letka ROCAF (Tchajwanské letectvo) letounů RB-69A elektronického průzkumu ze základny Danang. Mezi tyto akce patřilo například mapování rozmístění protiletecké obrany Severního Vietnamu a Laosu.

### Válka o Falklandské ostrovy
Argentinské námořnictvo obdrželo od roku 1958 16 letounů P-2 nejrůznějších variant, včetně osmi původně britských letounů. Byly intenzivně používány v roce 1978 během operace Soberania proti Chile včetně akcí v Tichém oceánu.
Během války o Falklandské ostrovy (nebo Malvínské ostrovy) v roce 1982 hrály poslední dva provozuschopné letouny klíčovou roli v průzkumu a podpoře argentinských letounů Dassault Super Étendard, a to zvlášť 4. května 1982 při útoku na HMS Sheffield. Nedostatek náhradních dílů způsobený zbrojním embargem USA v roce 1977 během tzv. „Špinavé války“ způsobil, že letouny byly vyřazeny ze služby ještě před koncem války. Jejich úlohu při vyhledávání cílů pro útočící letadla převzaly argentinské C-130 Hercules.

### Další armádní uživatelé
Kanadská verze letounu – Lockheed CP-127 (P2V-7) Neptune – působila v rámci RCAF od roku 1955 jako protiponorkový a protilodní letoun a v námořním průzkumu. Letouny byly původně vybaveny jen pístovými motory. V roce 1957 byly na letouny dosazeny další dva proudové motory Westinghouse pod křídla. To vedlo k celkovému zlepšení výkonů letounu. Výzbroj zahrnovala torpéda, miny, hlubinné nálože, bomby a neřízené střely umístěné pod křídly. Celkových 25 Neptunů bylo nahrazeno letouny Canadair CP-107 Argus v roce 1968.
Pobřežní velitelství RAF disponovalo 52 letouny P2V-5, které byly značeny Neptune MR.1. Letouny sloužily jako hlídková námořní letadla do zavedení letounů Avro Shackleton. Byly používány mezi rokem 1952 a březnem 1957, pro experimenty s letouny včasného varování a k námořnímu hlídkování.
V Japonsku začaly být letouny Neptune licenčně vyráběny od roku 1966 společností Kawasaki pod označením P-2J. Pístové motory byly nahrazeny turbovrtulovými motory společnosti Ishikawajima-Harima Heavy Industries. Letouny sloužily v Japonsku do roku 1984.

### Tajné operace

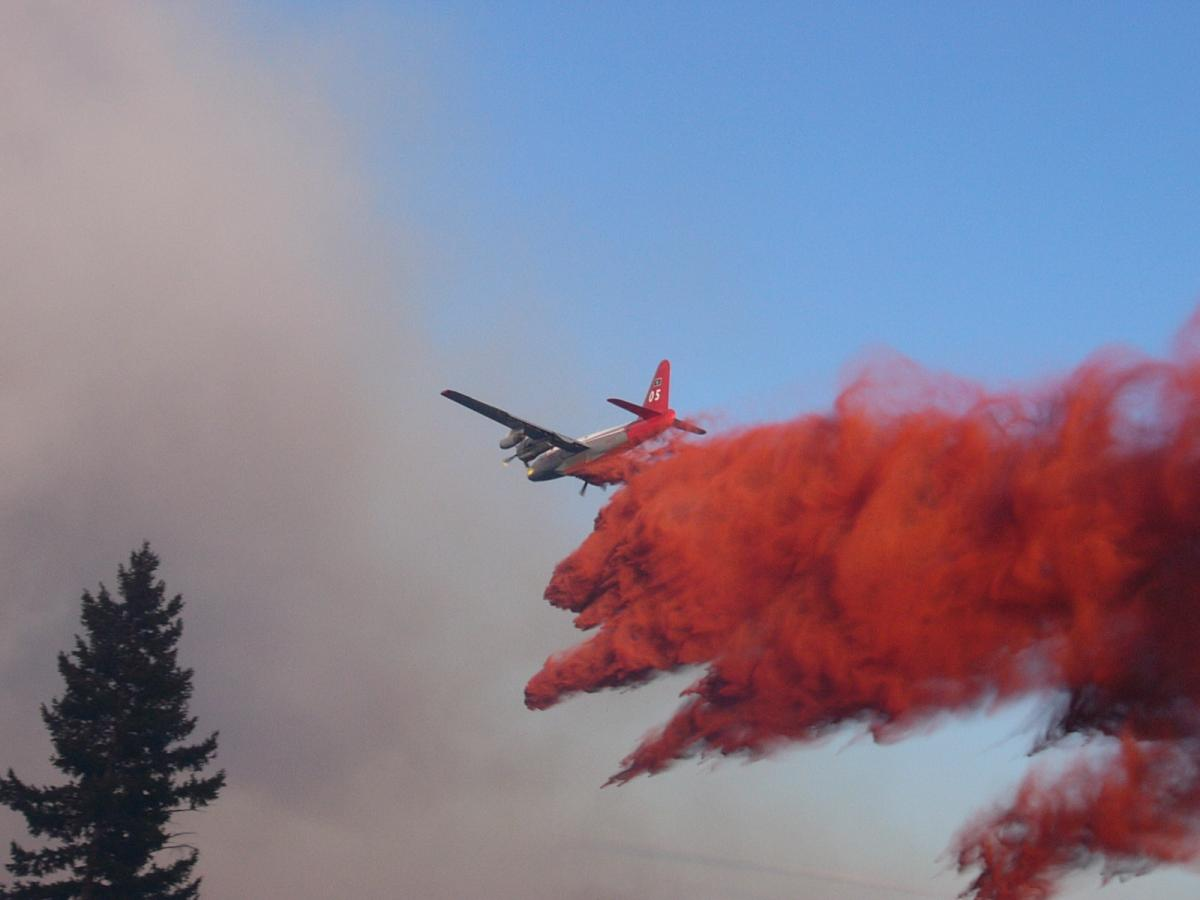
P-2V společnosti Neptune Aviation Services vypouští hasicí látky v Oregonu, rok 2007

V roce 1954, CIA obdržela pět nových letounů P2V-7, které byly přestavěny na verzi P2V-7U (RB-69A) pro účely špionáže a elektronického sledování pro CIA. Později, pro zacelení utrpěných ztrát, CIA získalo od US Navy další dva již používané letouny P2V-7, které byly rovněž přestavěny do standardu P2V-7U (RB-69A) Phase VI a dále od US Navy získalo v roce 1963 jeden starší P2V-5 pro výcvik posádek. Všechny letouny obdržely kamufláž v barvě tmavé mořské modři, ale létaly pod označením USAF. Zpočátku byly dva letouny poslány do Evropy na základnu Wiesbaden, SRN, ale v roce 1959 byly z Evropy odvolány. CIA poslala dva jiné letouny na základnu Hsinchu na Tchaj-wanu, kde působily od roku 1957 v barvách Tchajwanského letectva. Jejich mise zahrnovaly lety v malých výškách do pevninské Číny k provádění elektronického průzkumu a špionáže, což zahrnovalo mapování čínských protileteckých struktur, vysazování agentů a shazování letáků a zásob. Dohoda mezi vládou USA a Tchaj-wanu zajišťovala, že během běžných misí s letouny létala tchajwanská posádka, ale během speciálních operací posádka CIA.
P2V-7U(RB-69A) létaly nad Čínou od roku 1957 do listopadu 1966. Všech pět původních letounů bylo ztraceno – dva se zřítily v Jižní Koreji a tři byly sestřeleny nad Čínou. V lednu 1967 byly zbývající dva letouny RB-69A odeslány na námořní leteckou základnu Alameda v Kalifornii, kde byly přestavěny zpět na běžnou námořní verzi P2V-7. Většina misí CIA nad Čínou zůstává i nadále utajena a nebudou odtajněny dříve než v roce 2022.

### Použití k hašení požárů
Letouny P-2/P2V jsou v současnosti používány jako hasičské letouny operátory jako Aero Union a Neptune Aviation Services. Mohou nést až 9 084 litrů hasicích látek. Jejich životnost je předpokládána 15 000 hodin. Předpokládá se, že budou nahrazeny letouny Bombardier Q200 a Q300 s předpokládanou životností 80 000 hodin.

### "Truculent Turtle"

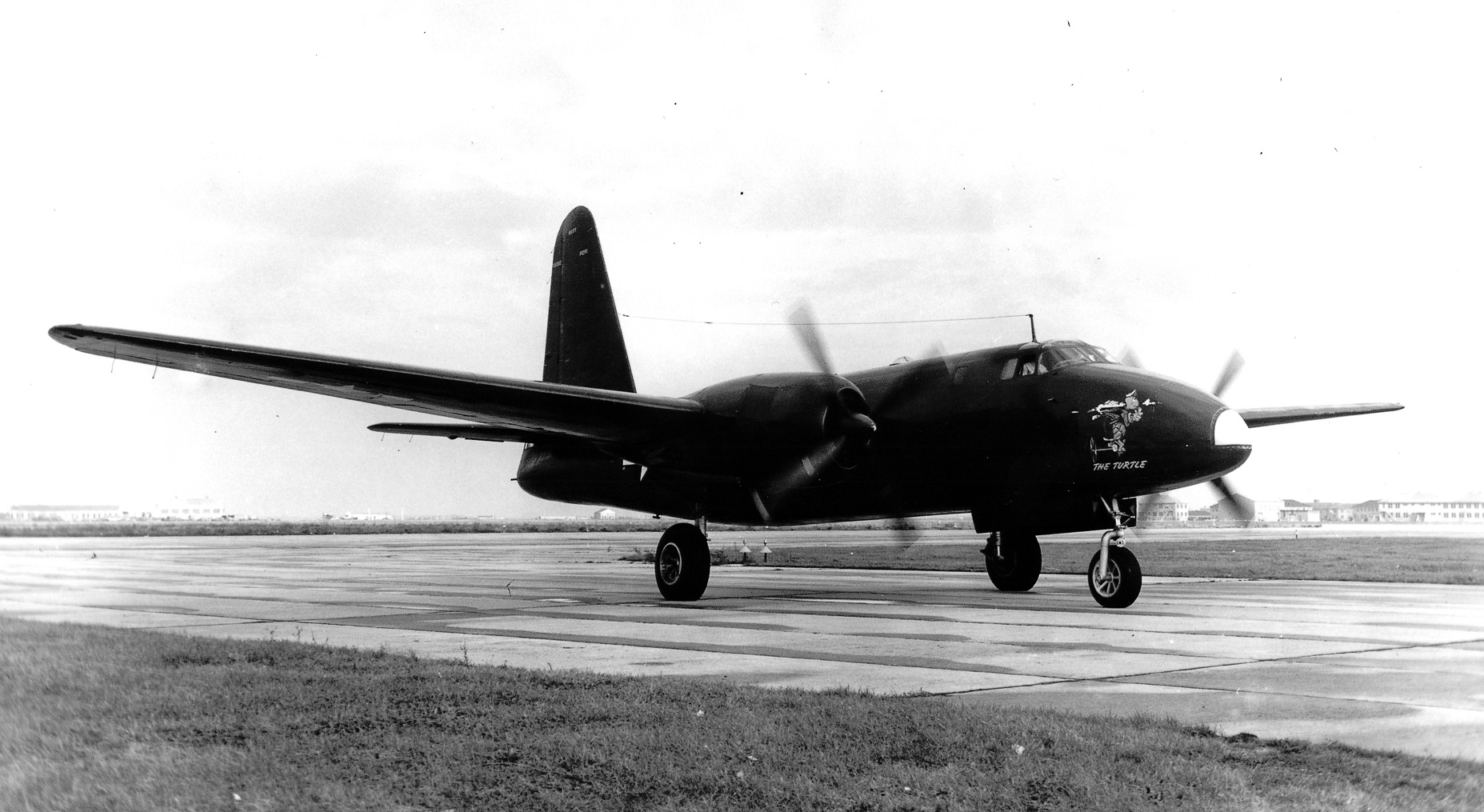
P2V-1 Turtle v roce 1946

Třetí vyrobený P2V-1 byl vybrán k vytvoření nového rekordu v dálkovém letu, zdánlivě pro otestování vytrvalosti posádky a dálkové navigace, ale hlavně pro předvedení schopností nového námořního hlídkovacího bombardéru. Časem se letounu začalo říkat "Truculent Turtle", ale ve skutečnosti byla původní přezdívka jednodušší – "The Turtle". A to podle želvy, která byla namalována na nose letounu.
Letoun byl vybaven dalšími palivovými nádržemi, které vyplňovaly vlastně každé volné místo v letounu. „Želva“ odstartovala z města Perth v západní Austrálii na cestu do USA. Posádku tvořili čtyři muži a malý devítiměsíční klokan, dar Austrálie pro zoologickou zahradu ve Washingtonu, D.C. Letoun odstartoval 9. září 1946 za použití pomocných raketových motorů. O dva a půl dne později (55 hodin a 18 minut), „želva“ přistála ve městě Columbus, stát Ohio. Let měřil celkem 18 083 km. Byl to nejdelší let bez doplňování paliva za letu a překonal o 6 400 km poslední rekord letounu B-29 Superfortress. Svůj rekord si podržel až do roku 1962, kdy byl překonán letounem B-52 Stratofortress. Další letadlo s pístovými motory jej překonalo až v roce 1986 při pokusech o oblet Zeměkoule. Letoun "Truculent Turtle" je zachován v Národním muzeu námořního letectví na NAS Pensacola.

## Muzejní exponáty
Několik letounů P-2 Neptune různých variant bylo restaurováno a je v současné době vystaveno na mnoha místech USA i jinde ve světě. Seznam je možné najít v externích odkazech.

## Varianty

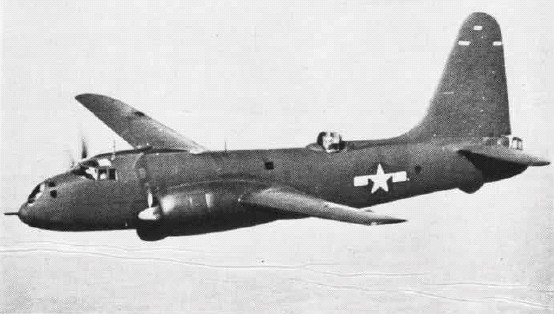
Prototyp XPV-1 v roce 1945

Společnost Lockheed vyráběla sedm hlavních variant letounu P2V. Další variantu (P-2J) vyráběla v licenci japonská společnost Kawasaki. Označení modelů po roce 1962 je uvedeno v závorce. Technické detaily převzaty z článku „The Lockheed P2V Neptune and Martin Mercator“ publikovaným na webu vectorsite.net

### XP2V-1
- Prototypy letounu. Vyrobeny 2 letouny.

### P2V-1

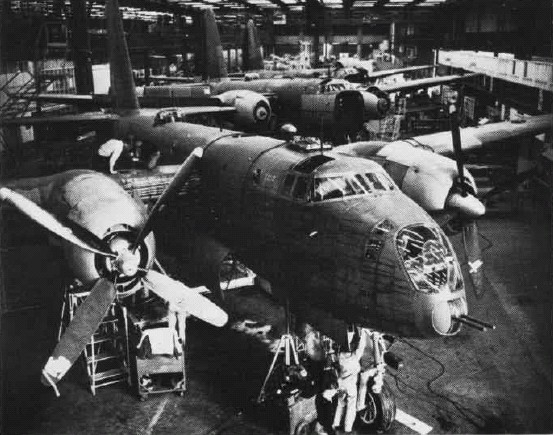
P2V-1 ve výrobním závodě, rok 1946/47

- První výrobní varianta (viz Popis). Vyrobeno 15 letounů.

### P2V-2
- Druhá výrobní varianta. První let 7. ledna 1947.
- Věžička v přídi byla nahrazena 6 dopředu střílejícími 20 mm kanóny. Během výroby byly v kulomety na zádi nahrazeny dvojicí 20mm kanónů. Na křídla bylo umístěno celkem 16 odpalovacích zařízení pro rakety HVAR.
- Letoun používal motory Wright Cyclone R-3350-24W s výkonem 1 865 kW a krátkodobým výkonem při vstřikování vody do válců 2 090 kW. Rychlost se zvýšila na 515 km/h. Dolet se zmenšil na 6 410 km pro nárůst maximální vzletové hmotnosti na 28 600 kg.
- Letoun měl namontovány třílisté vrtule a držáky na bocích trupu pro čtyři pomocné startovací raketové motory o celkovém tahu 35,3 kN po dobu 10 sekund.
- Celkem vyrobeno 81 letounů (včetně P2V-2N).

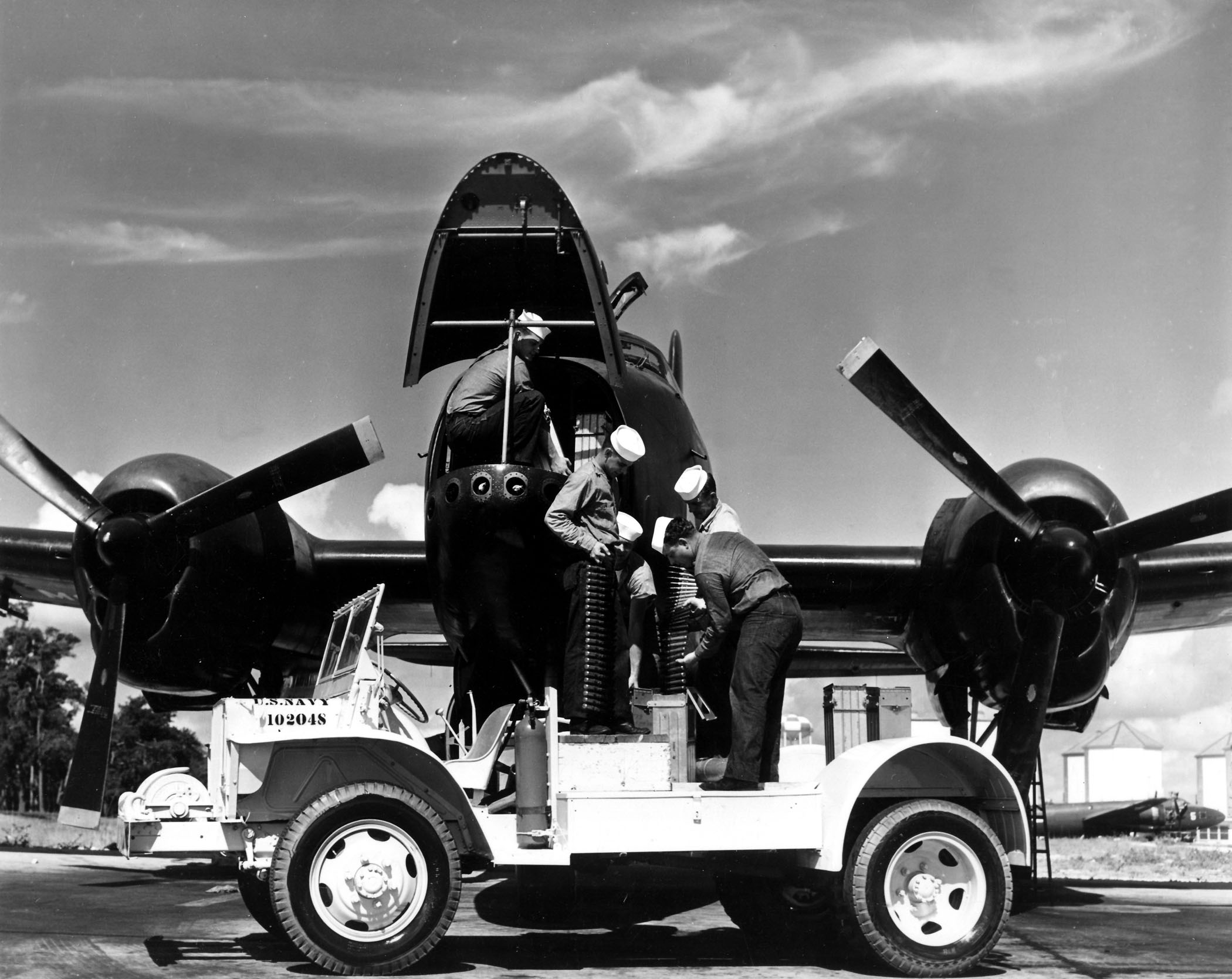
P2V-2 při údržbě 20mm kanónů v přídi letounu, rok 1951

#### P2V-2N "Polar Bear"
- Upravený Neptune s přistávacími lyžemi pro přistání na sněhu a raným detektorem magnetických anomálií místo zadní věže.
- Určeny pro vyhledávací a záchranné operace v arktických podmínkách.
- Postaveny 2 letouny.

### P2V-3
- První let 6. srpna 1948. Letoun osazen motory Wright R-3350-26W s výkonem až 2 390 kW.
- Max. rychlost 545 km/h.
- Postaveno 83 letounů v letech 1948-50. (včetně podverzí).

#### P2V-3B

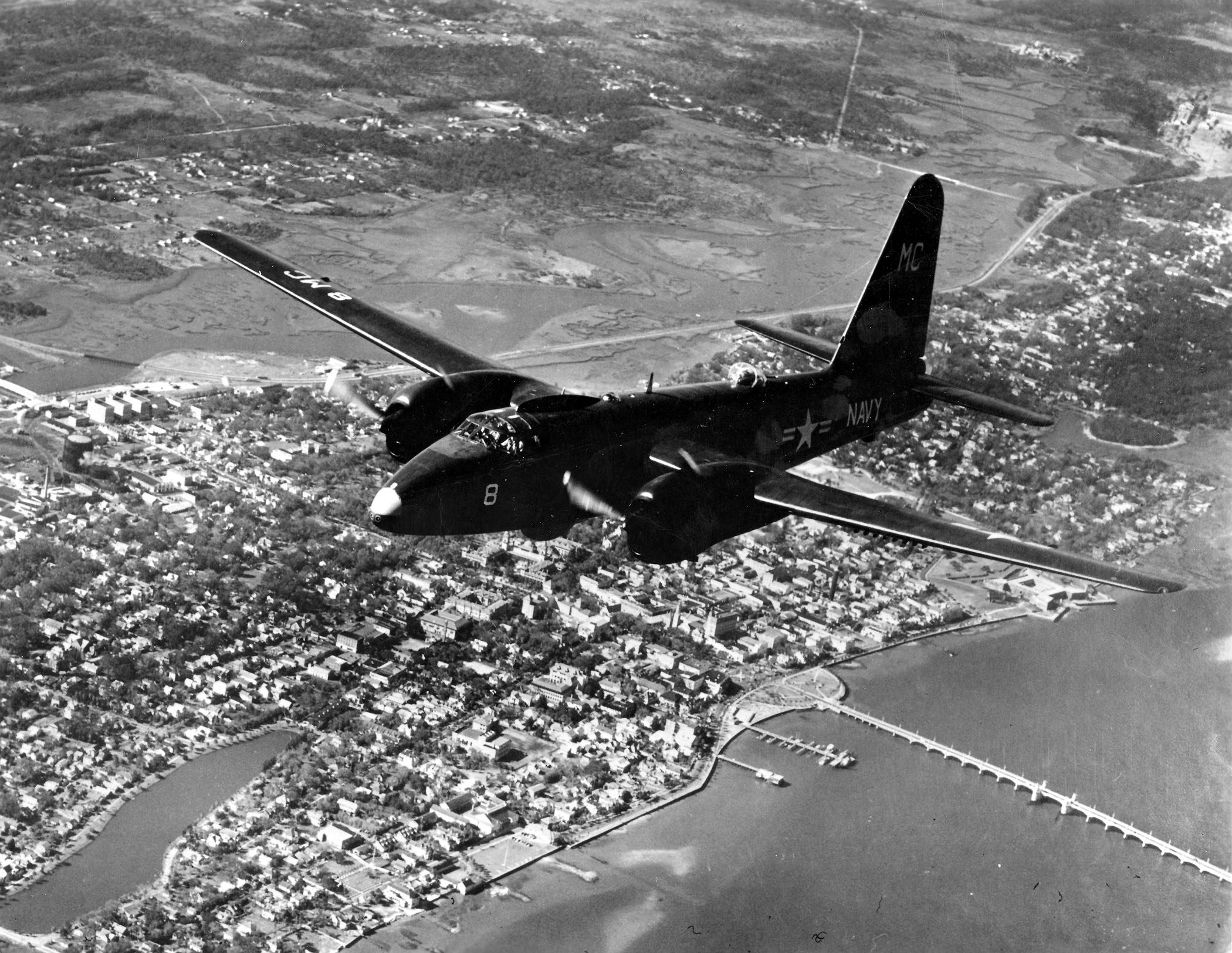
P2V-3 (VP-5), rok 1953

- Přestavba letounů P2V-3 (včetně 3C a 3W). Dosazen radar AN/ASB-1 pro bombardování z malých výšek. Letoun byl určen k nesení speciálních (pravděpodobně jaderných) zbraní.
- Přestavěno 16 letounů.

#### P2V-3C
- Úprava pro možnost vzletu z letadlové lodi jako jaderný bombardér dosazením osmi pomocných startovacích raketových motorů na zádi trupu letounu.
- Letoun nemohl přistát zpět na letadlové lodi. Musel po útoku odletět na nějakou pozemní základnu, popř. sednout na hladinu poblíž letadlové lodi či jiného plavidla US Navy.
- Letouny měly omezenou ostatní výzbroj a zvětšené palivové nádrže pro zvýšení doletu.
- Úpravou prošlo 11 letounů P2V-3.

#### P2V-3W

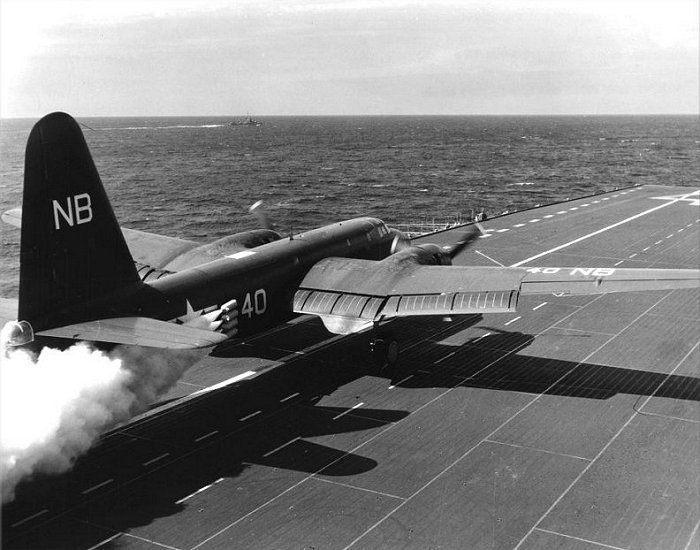
P2V-3 vzlétá s pomocí přídavných raketových motorů z USS Midway, pravděpodobně 7. dubna 1949

- Letoun včasného varování vybavený vyhledávacím radarem APS-20 charakteristický velkým krytem pod trupem.
- Byl používán pro tajné mise v rámci elektronického průzkumu a špionáže.
- 30 letounů přestavěno.

#### P2V-3Z
- Dopravní letoun pro dopravu VIP osob v bojové zóně. Letoun měl silné pancéřování a čtyřlisté vrtule.
- Oba takto upravené letouny byly používány během Korejské války.

### P2V-4 (P-2D)
- První let 14. listopadu 1949.
- Nové motory Wright R-3350-30W Turbo-Compound s výkonem až 2 760 kW se čtyřlistými vrtulemi.
- Max.rychlost 533 km/h, dolet 5 815 km.
- Vyhledávací radar AN/APS-20 s velkým krytem podobně jako u letounu P2V-3W.

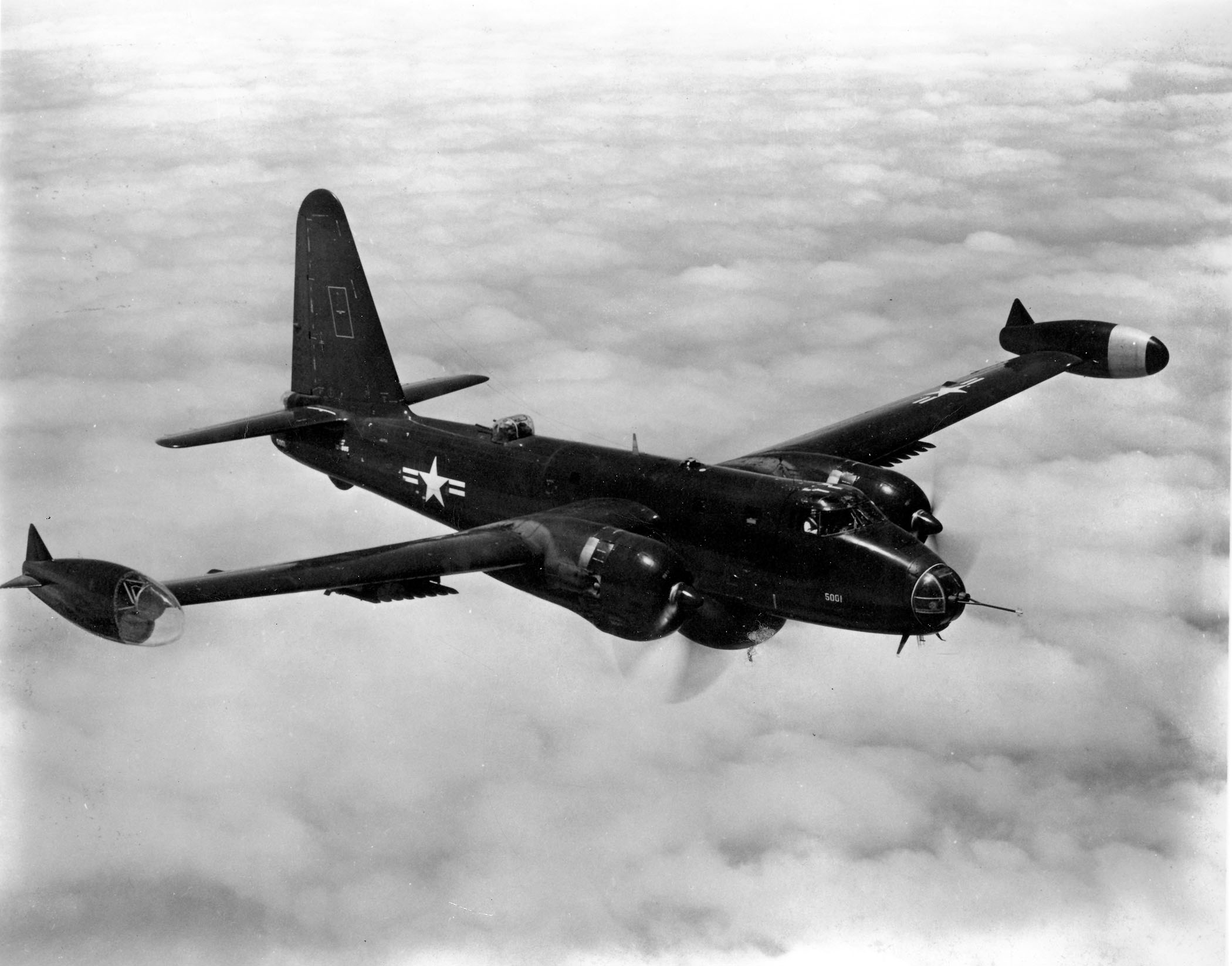
P2V-5 věžičkou v přídi, rok 1952

- Zabudovány další palivové nádrže do trupu a křídel. Na konce křídel umístěny dvě přídavné palivové nádrže. Pravá přídavná palivová nádrž měla na svém nose zabudován pátrací světlomet.
- Letoun byl vybaven k nesení sonarových bójí.
- Postaveno 52 letounů.

### P2V-5
- Poměrně velká změna vnějšího vzhledu letounu. První let 29. prosince 1950.
- Pevný nos letounu s 6 20mm kanóny nahrazen věžičkou s dvojicí 20mm kanónů.
- Zvětšená nádrže na koncích křídel. Nádrže bylo možné v případě nebezpečí odhodit. Dolet zvýšen na 7 650 km.
- Světlomet v pravé přídavné nádrži byl synchronizován s věžičkou v přídi.
- Později vyrobené letouny byly vybaveny prosklenou přídí, detektorem magnetických anomálií místo ocasní věžičky a zvětšeným kokpitem s lepším výhledem z letounu.

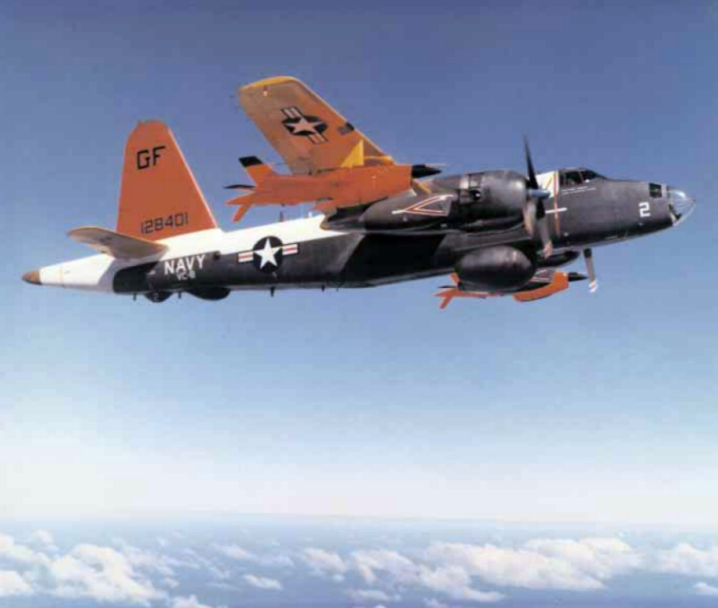
DP-2E nese cvičné bezpilotní cíle

- Bylo postaveno 424 letounů této verze (včetně podverzí).

#### P2V-5F (P-2E)
- Upravený letoun s přidanými proudovými motory Westinghouse J34-WE-34 pod křídly, s tahem 15,1 kN.
- V důsledku montáže dalších motorů snížen počet odpalovacích zařízení raket HVAR z 16 na 8.

#### AP-2E
- P2V-5F vybavený zařízením pro elektronický průzkum (ELINT) sloužící u US Army

#### P2V-5FD (DP-2E)
- Určený pro vlečení nebo ovládání cvičných bezpilotních cílů. Výzbroj a bojová avionika byly odstraněna.
- Letoun mohl nést dva bezpilotní cvičné cíle Ryan Firebee.

#### P2V-5FE (EP-2E)

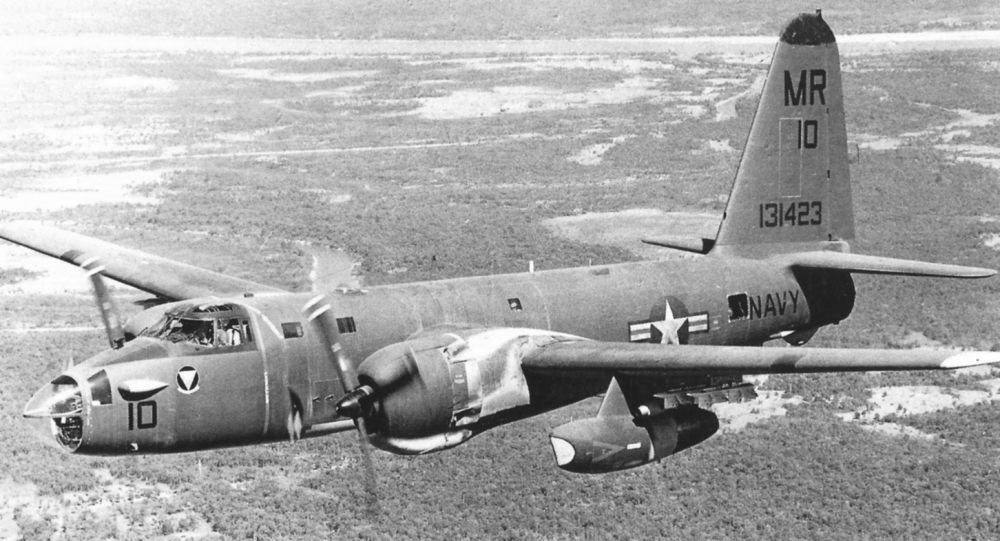
OP-2E (VO-67) v roce 1967/68 nad Laosem

- P2V-5F se sonarem Julie/Julie ASW.

#### P2V-5FS (SP-2E)
- P2V-5F se sonarem Julie/Jezebel ASW.

#### OP-2E
- Úprava pro účast v operaci „Igloo White“ ve vietnamském konfliktu. Přestavěno 12 letounů.

### P2V-6 (P-2F)

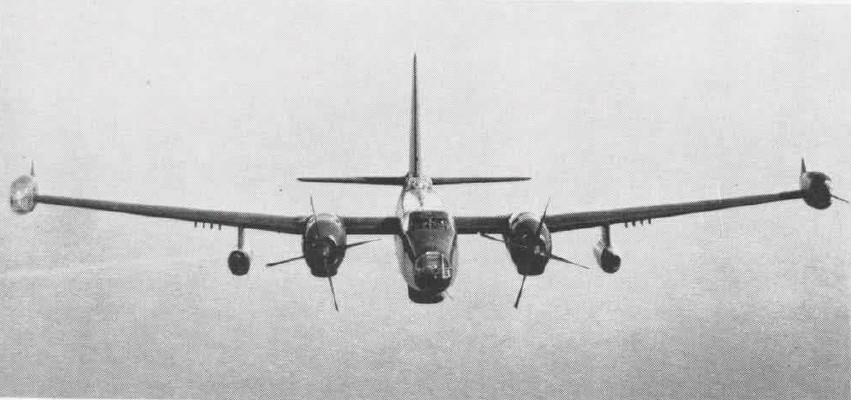
P2V-5F letí pouze na proudové motory, rok 1961

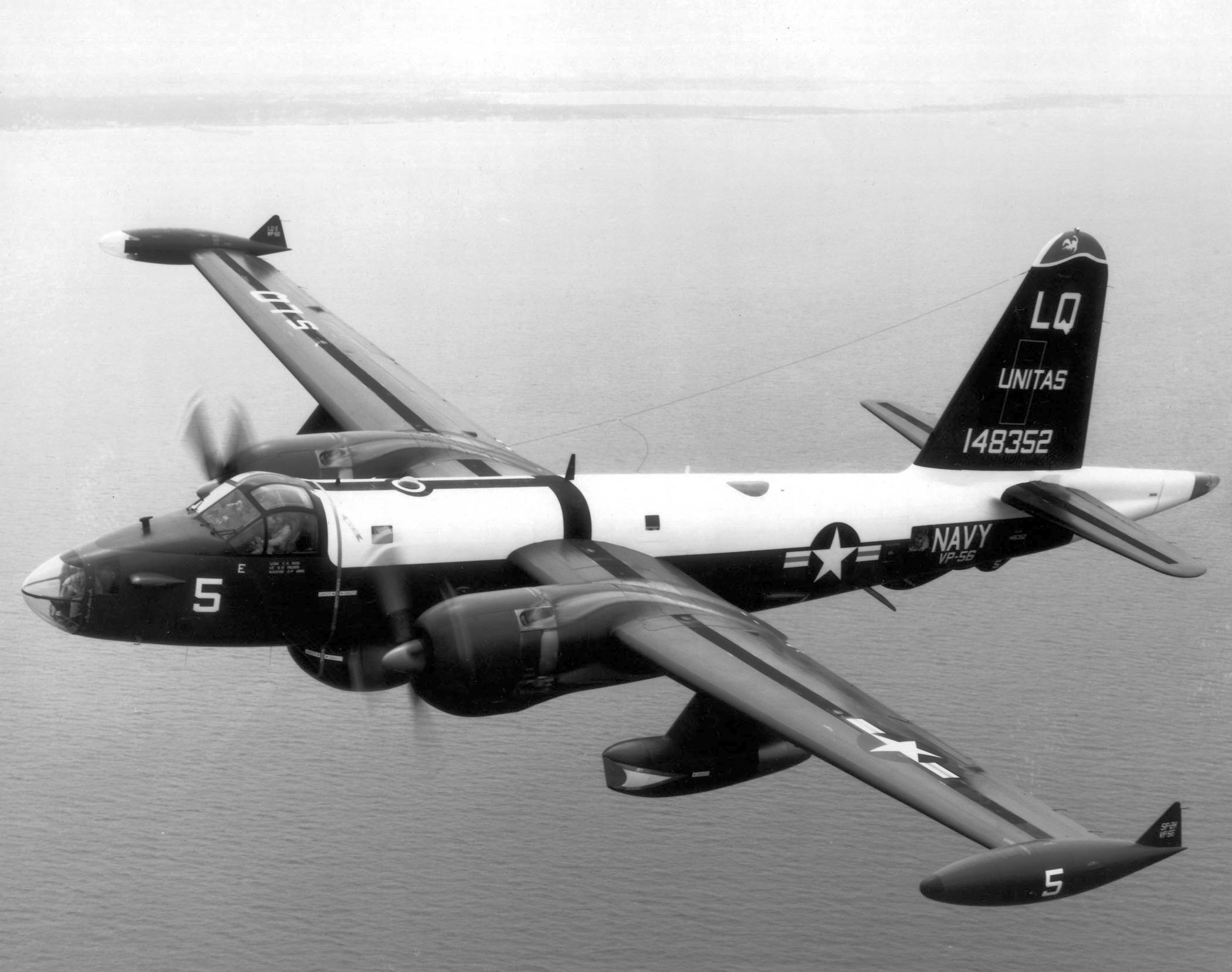
P-2H (VP-56) v roce 1963

- Schopnost klást miny, vyhledávací radar AN/APS-70 místo radaru AN/APS-20 pod menším krytem.
- Postaveno 83 letounů (včetně podverzí).

#### P2V-6B
- Schopnost vypouštět protiponorkové střely AUM-N-2 Petrel.

#### P2V-6M (MP-2F)
- Původní P2V-6B, přizpůsobené jako víceúčelové stroje.
- Přestavěno 16 letadel.

#### P2V-6F (P-2G)
- P2V-6 osazené přidanými proudovými motory J34-WE-34 pod křídly.

#### P2V-6T (TP-2F)
- Cvičná verze bez výzbroje a obvykle i bez přídavných nádrží.

### P2V-7 (P-2H)
- Poslední výrobní varianta společnosti Lockheed. Proudové motory pod křídly byly na letouny montovány již při výrobě.
- Vylepšené motory Wright R-3350-32W Turbo Compound Cyclone s vstřikováním směsi vody s metanolem do válců. Max. výkon 2 985 kW.
- Vylepšené nádrže na koncích křídel, vyhledávací radar APS-20, nový kokpit.
- První letouny měly na nose, ocase a hřbetu ještě věžičky, ale ty byly nahrazeny prosklenými pozorovacími stanovišti na nose a hřbetě a detektorem magnetických anomálií na ocase.

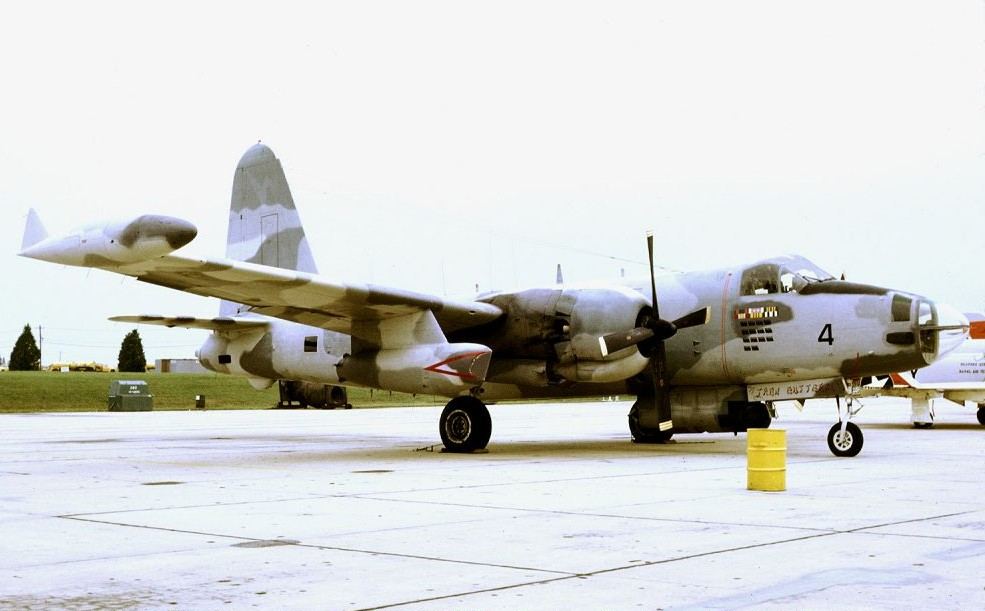
AP-2H (VAH-21)

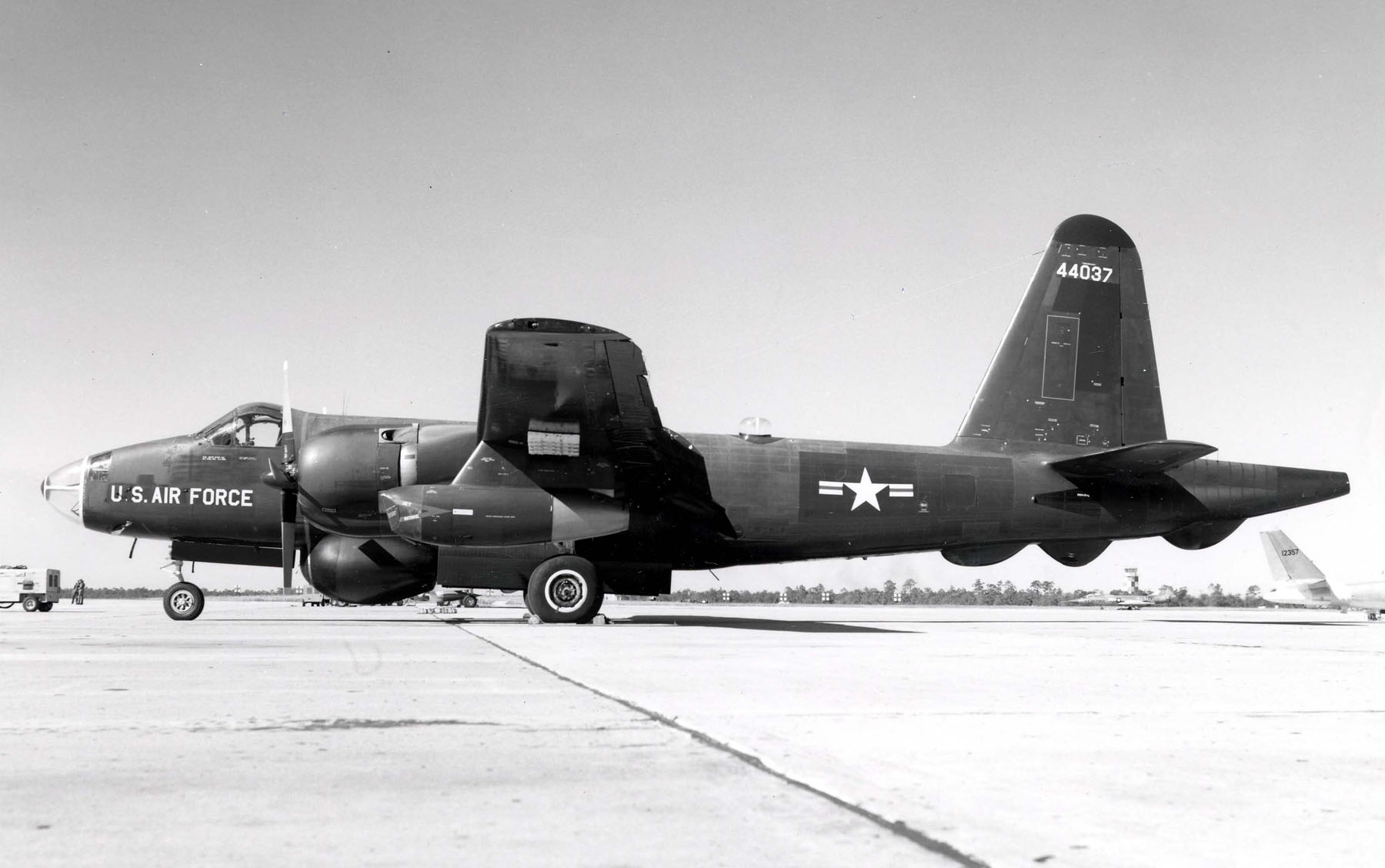
RB-69A ve službách CIA se značením USAF

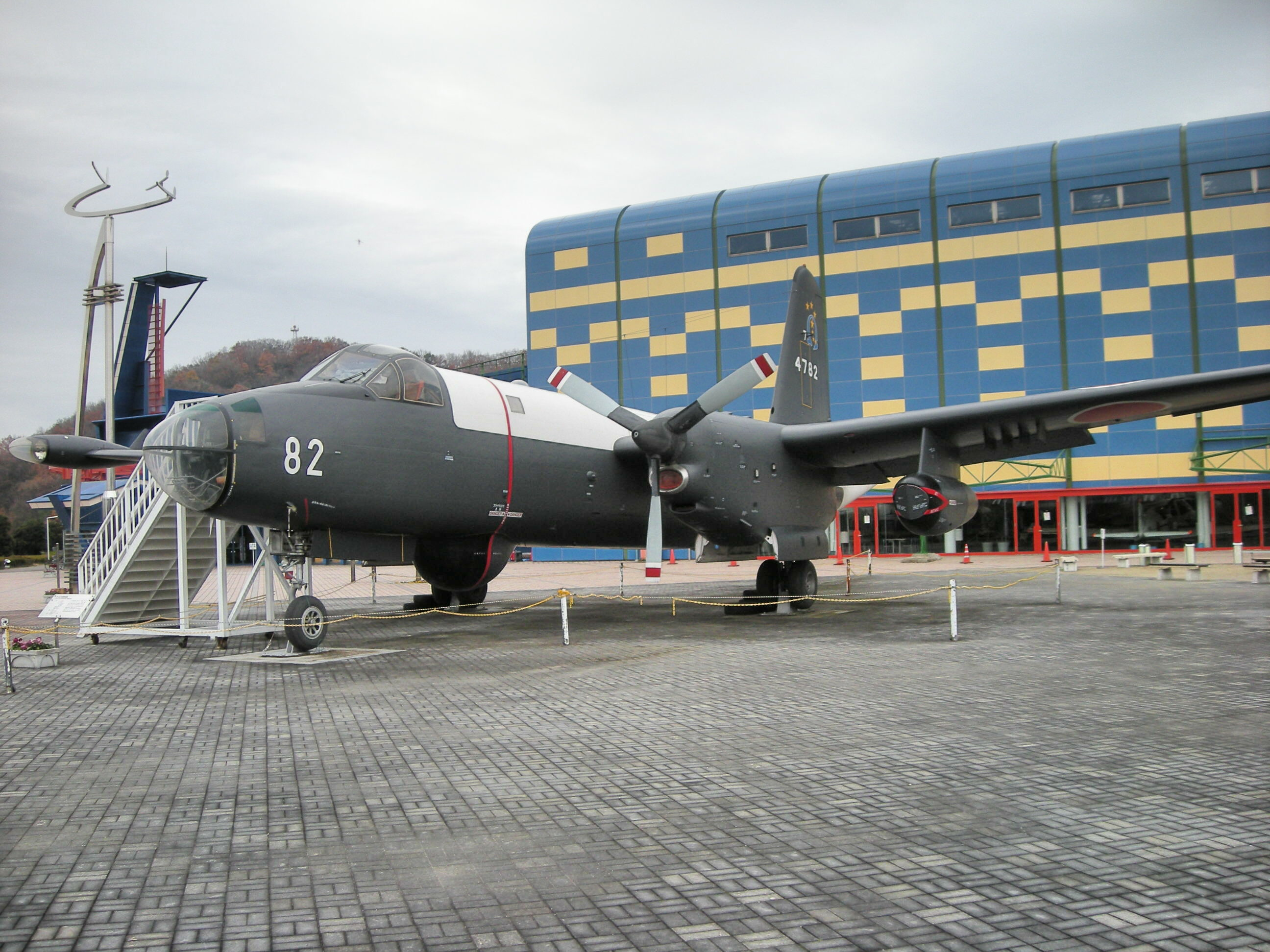
Japonský P-2J

- Bylo postaveno 359 letounů (včetně podverzí).

#### P2V-7LP (LP-2H)
- Přistávací hliníkové lyže, pomocné startovací rakety. Postaveny 4 letouny.
- Určeny pro působení v arktickém prostředí.

#### P2V-7S (SP-2H)
- Přidána další protiponorková a elektronická výbava.

#### AP-2H
- Specializovaná varianta proti pozemním cílům. Přestavěny 4 letouny.

#### P2V-7U (RB-69A)
- Poslední známá verze rodiny letounů P2V Neptune. Jednalo se o 7 letounů pro tajné špionážní operace CIA. Byly provozovány pod USAF a v rámci 34. letky ROCAF (Tchajwanské letectvo). Pro letecký průzkum byl letoun vybavován velkým množstvím nejrůznějších senzorů a elektronických přístrojů podle potřeby konkrétního úkolu.

### C-139
- Připravovaný transportní verze letounu Neptune. Projekt byl zrušen ještě před tím, než byl postaven jediný letoun.

### Neptune MR.1
- Označení britských letounů P2V-5; dodáno 52 letounů.

### CP-127 Neptune
Označení kanadských letounů P2V-7 v RCAF

### Kawasaki P-2J (P2V-Kai)
- Licenční v Japonsku vyráběná verze osazená turbovrtulovými motory. Postaveno 83 letounů.

## Specifikace (P2V-4)
Technické údaje pocházejí z oficiálních „Standard Aircraft Characteristics“

### Technické údaje
- Posádka: 7
- Rozpětí: 30,48 m
- Délka: 23,77 m
- Výška: 8,56 m
- Nosná plocha: 92,9 m²
- Plošné zatížení: ? kg/m²
- Prázdná hmotnost: 18 846 kg
- Max. vzletová hmotnost : 36 287 kg
- Pohonná jednotka: 2× hvězdicový motor Wright R-3350-30W
- Výkon pohonné jednotky: max. 3 700 k (2 760 kW)

### Výkony
- Cestovní rychlost: 293 km/h (158 uzlů. 182 mph) ve výšce 457 m (1 500 stop)
- Maximální rychlost: 533 km/h (288 uzlů, 331 mph) ve výšce 4 115 m (13 500 stop)
- Dolet: 5 815 km (3 140 nmi, 3 613 mil)
- Dostup: 7 530 m
- Stoupavost: 12,2 m/s (732 m/min)

### Výzbroj
- 6× letecký kanón ráže 20 mm v přídi letounu
- 2× letecký kanón ráže 20 mm v zádi letounu
- 2× kulomet ráže 12,7 mm v hřbetní věži
- max. 2 177 kg (4 800 lb) klasických bomb, hlubinných náloží a torpéd
- 16× raketa HVAR pod křídly letounu.

## Uživatelé

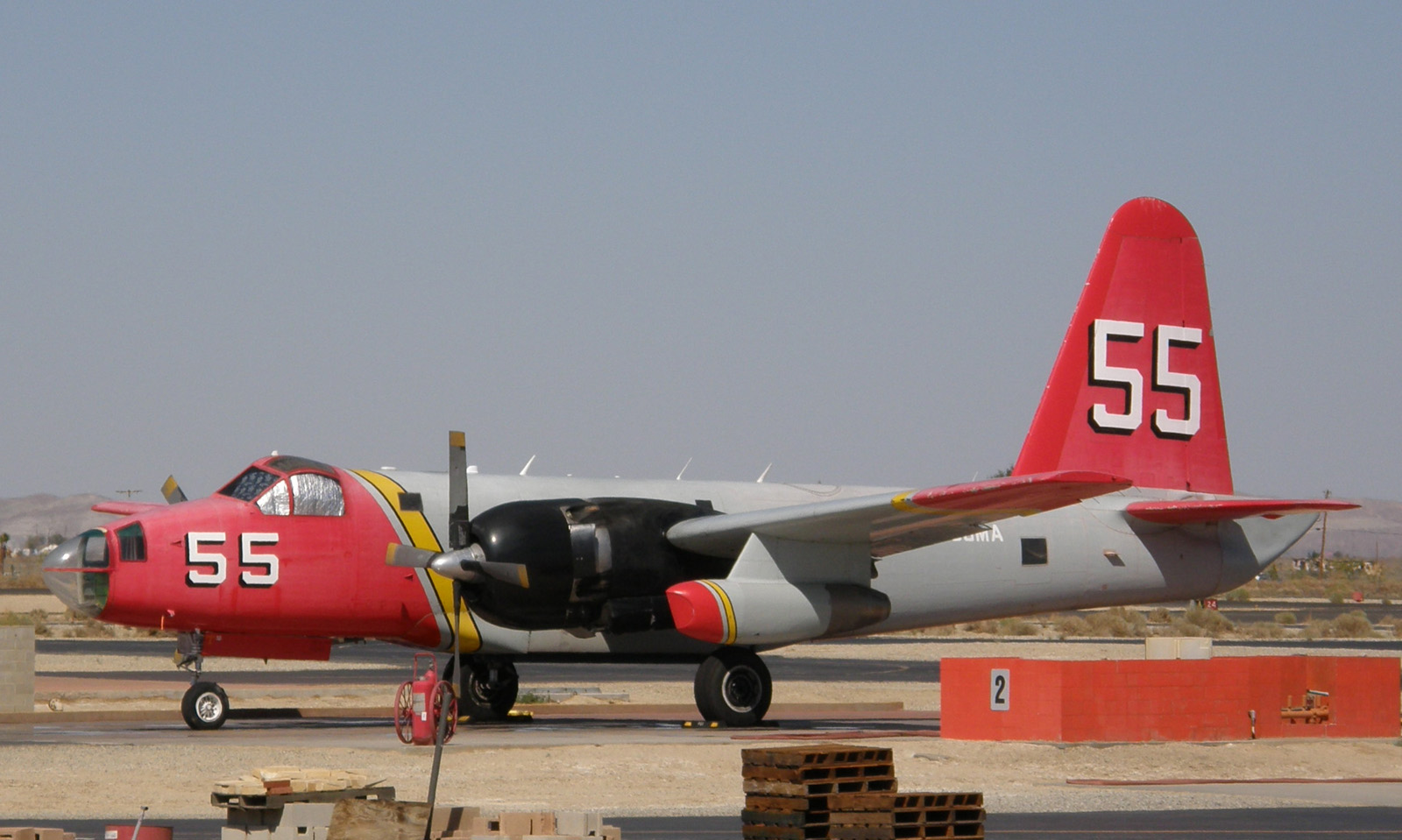
Minden Air Tanker 55, bývalý SP-2H

### Armádní použití
Argentina (COAN), Austrálie (RAAF), Brazílie (FAB), Chile, Francie (Marine nationale), Japonsko (JMSDF), Kanada (RCAF), Nizozemsko (MLD), Portugalsko, Tchaj-wan, Velká Británie (RAF), USA (US Army, USAF/CIA, US Navy).

### Civilní uživatelé
Aero Union, Minden Air, Neptune Aviation Services.

### Použitá literatura
- Donald, David, ed. "Lockheed P2V Neptune". The Complete Encyclopedia of World Aircraft. New York: Barnes & Noble Books, 1997. ISBN 0-7607-0592-5
- Eden, Paul. "Lockheed P2V Neptune". Encyclopedia of Modern Military Aircraft. London: Amber Books, 2004. ISBN 1-904687-84-9.
- Howard, Peter J. "The Lockheed Neptune in R.A.F. Service: Part 1". Air Pictorial, August 1972, Vol. 34. No. 8, str. 284–289, 294.
- Howard, Peter J. "The Lockheed Neptune in R.A.F. Service: Part 2". Air Pictorial, September 1972, Vol. 34. No. 9, str. 356–360.
- Sullivan, Jim, P2V Neptune in action. Carrollton, TX: Squadron/Signal Publications, 1985. ISBN 978-0-89747-160-2.
- Wilson, Stewart. Combat Aircraft since 1945. Fyshwick, ACT, Australia: Aerospace Publications Pty Ltd., 2000. ISBN 1-875671-50-1.